# PBX Funicular Intaglio Zone
PBX Funicular Intaglio Zone es el décimo-tercer álbum de estudio del guitarrista estadounidense John Frusciante en solitario. Es un LP de 9 canciones en su edición estándar y de 11 en la edición japonesa. Fue lanzado en Japón el 12 de septiembre del 2012 y fue lanzado en el resto del mundo el 25 de septiembre del 2012. Será lanzado en múltiples formatos, incluyendo un formato digital de 32-bits y casete. Grabado en el 2011, nos muestra a Frusciante cantando, tocando todos los instrumentos y editándolo, además de contar con un artista invitado.

## Historia
Con respecto al álbum John Frusciante escribió a los fanes lo siguiente: "PBX fue concebido como un álbum, las canciones fueron grabadas en sucesión. Ambos discos son muy distintos entre ellos, así que antes del lanzamiento del LP, pondré disponible en descarga una canción llamada Walls and Doors. Ésta canción fue la que señaló el camino que seguiría PBX, pero fue grabada 7 meses antes. Siempre pensé que Walls and Doors sería parte del álbum, pero resultó que PBX quedaba mejor sin ella."
Frusciante también habla sobre este álbum y su predecesor Letur-Lefr diciendo: "Considero a mi música como Pop Sintético Progresivo, lo que no nos dice nada sobre cómo suena, pero describe una aproximación básica. Combino distintos aspectos de muchos estilos musicales y con ello creo mi propia forma musical con ayuda de los instrumentos electrónicos. Las canciones de Letur-Lefr son del 2010, y PBX fue hecho en 2011. Letur es una compilación, una selecta porción de música que hice ese año; mientras que PBX fue concebido como un álbum, las canciones han sido grabadas en sucesión. Ambos discos son muy distintos el uno del otro."
La información anticipada de la lista de canciones en la versión japonesa muestra 2 canciones extra incluidas, una de ellas es "Walls and Doors" canción que estuvo disponible en descarga gratis previo al apartado de agosto.
El 15 de agosto, la canción Walls and Doors fue lanzada de manera gratuita vía el sitio oficial de Frusciante. Aunado a lo que previamente había mencionado sobre ella, Frusciante añadió que esta canción marca el punto en el que empezó a combinar el estilo de producción que se utilizaba en los 60s y el principio de los 70s con la producción electrónica moderna; también balanceando la música pop con formas abstractas de música; lo que a la postre le permitió combinar la parte pop con una parte más aventurera de su música.

## Nombre del álbum
Lo siguiente es algo que John redactó el 17 de junio de 2012 en su página web oficial, con respecto al nombre del álbum:

PBX se refiere a un sistema de comunicación interna. Hay una versión natural de esto, en la que la oficina es una persona. Un funicular implica  a dos vías conectadas por un cable, uno va arriba mientras que el otro va abajo. Toda la música perpetuamente hace esto en varios niveles  simultáneamente. Intaglio es una técnica en la escultura donde uno trabaja en el lado opuesto de la imagen, por lo cual la imagen eventualmente aparecerá, para el espectador, en relieve, pero el ángulo en el que el escultor trabaja es el opuesto. En la música que me gusta, un enfoque análogo de esto es empleado, entre más mejor. Zone se refiere a un estado en la mente en el cual el resto del mundo parece desaparecer, y nada más importa más que la unión de nuestro entorno con nuestros sentimientos. Estas cuatro palabras unidas describen ampliamente mi proceso creativo.

## Lista de canciones
Todas las canciones escritas y compuestas por John Frusciante. 
| N.º | Título                                                 | Duración |  |
| 1.  | «Intro/Sabam»                                          | 2:40     |  |
| 2.  | «Hear Say»                                             | 3:47     |  |
| 3.  | «Bike»                                                 | 4:24     |  |
| 4.  | «Ratiug»                                               | 6:26     |  |
| 5.  | «Guitar»                                               | 2:17     |  |
| 6.  | «Mistakes»                                             | 3:50     |  |
| 7.  | «Uprane»                                               | 4:55     |  |
| 8.  | «Sam»                                                  | 4:21     |  |
| 9.  | «Sum»                                                  | 4:18     |  |
| 10. | «Walls and Doors» (Japanese bonus track/Free download) | 4:01     |  |
| 11. | «Ratiug (A cappella version)» (Japanese bonus track)   | 5:15     |  |

## Personal

### Músicos
- John Frusciante – vocales, coros, sintetizador, guitarra, bajo, samples, batería eléctrica
- Kinetic 9 – vocales (4)
- Laena Geronimo – Solo de violín (7)

### Personal de grabación
- John Frusciante – Producción
- Anthony Zamora – Gerente de estudio

### Trabajo de arte
- John Frusciante – Portada y diseño
- Julian Chavez – Diseño de portada
- Mike Piscitelli – Fotografía